# Eumyias indigo
Eumyias indigo е вид птица от семейство Muscicapidae.

## Разпространение
Видът е разпространен в Индонезия и Малайзия.